# Opel Karl
Opel Karl är en bil i A-segmentet. Den ersätter Opel Agila som märkets instegsmodell, och är döpt efter grundaren Adam Opels äldste son Carl. Modellen presenterades i december 2014, med publik premiär på Genèvesalongen i mars 2015. Den hade Sverigepremiär i januari 2016.
Bilen säljs på andra marknader som Vauxhall Viva och Chevrolet Spark.

## Motoralternativ
| Modell     | Motor                   | Cylindervolym | Effekt | Vridmoment | Bränslesystem     |
| ---------- | ----------------------- | ------------- | ------ | ---------- | ----------------- |
| 1.0 ECOTEC | 3-cyl radmotor DOHC 12V | 999 cm³       | 75 hk  | 95 Nm      | Direktinsprutning |

## Galleri

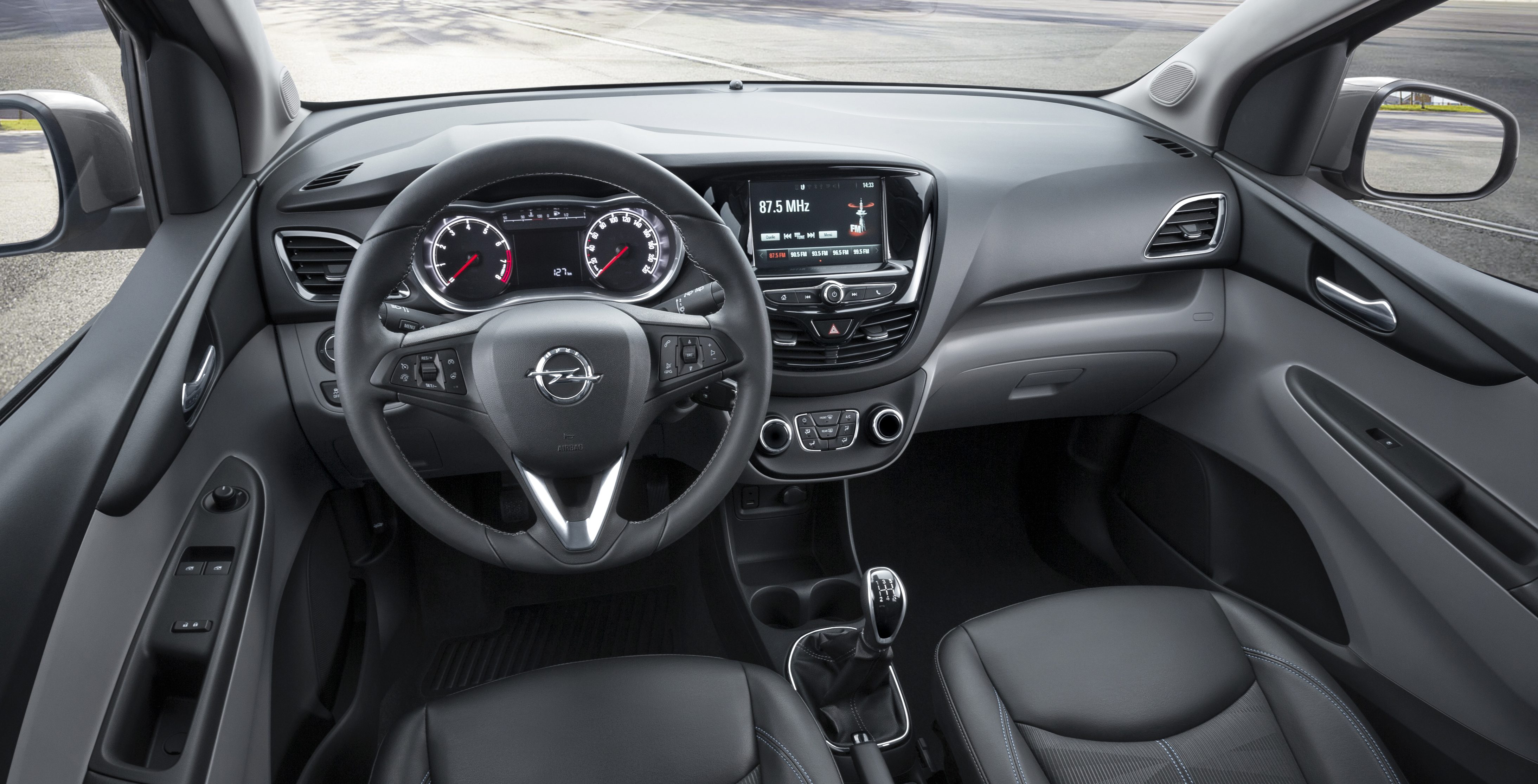
Opel Karl Interiör
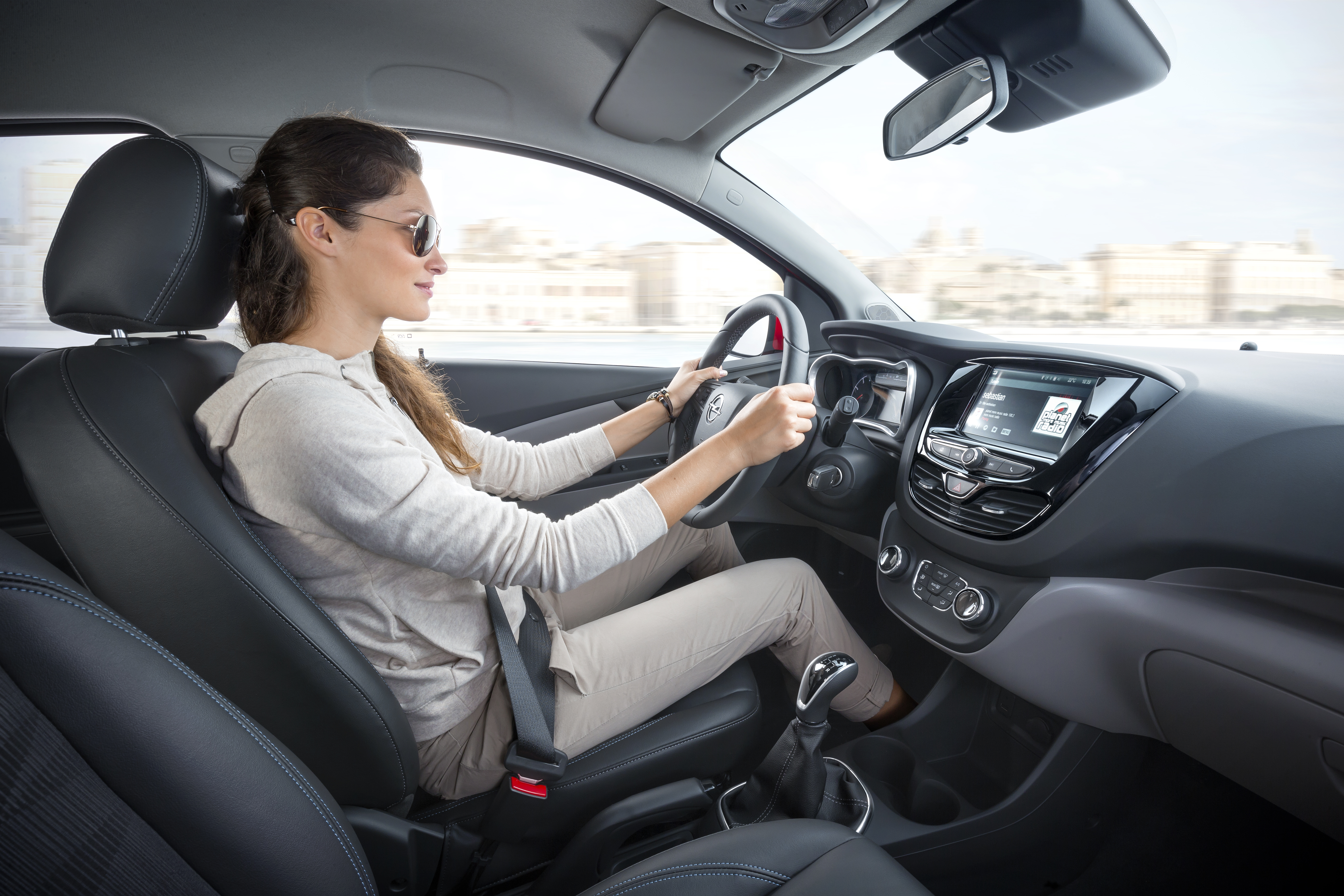
Opel Karl Interiör 2
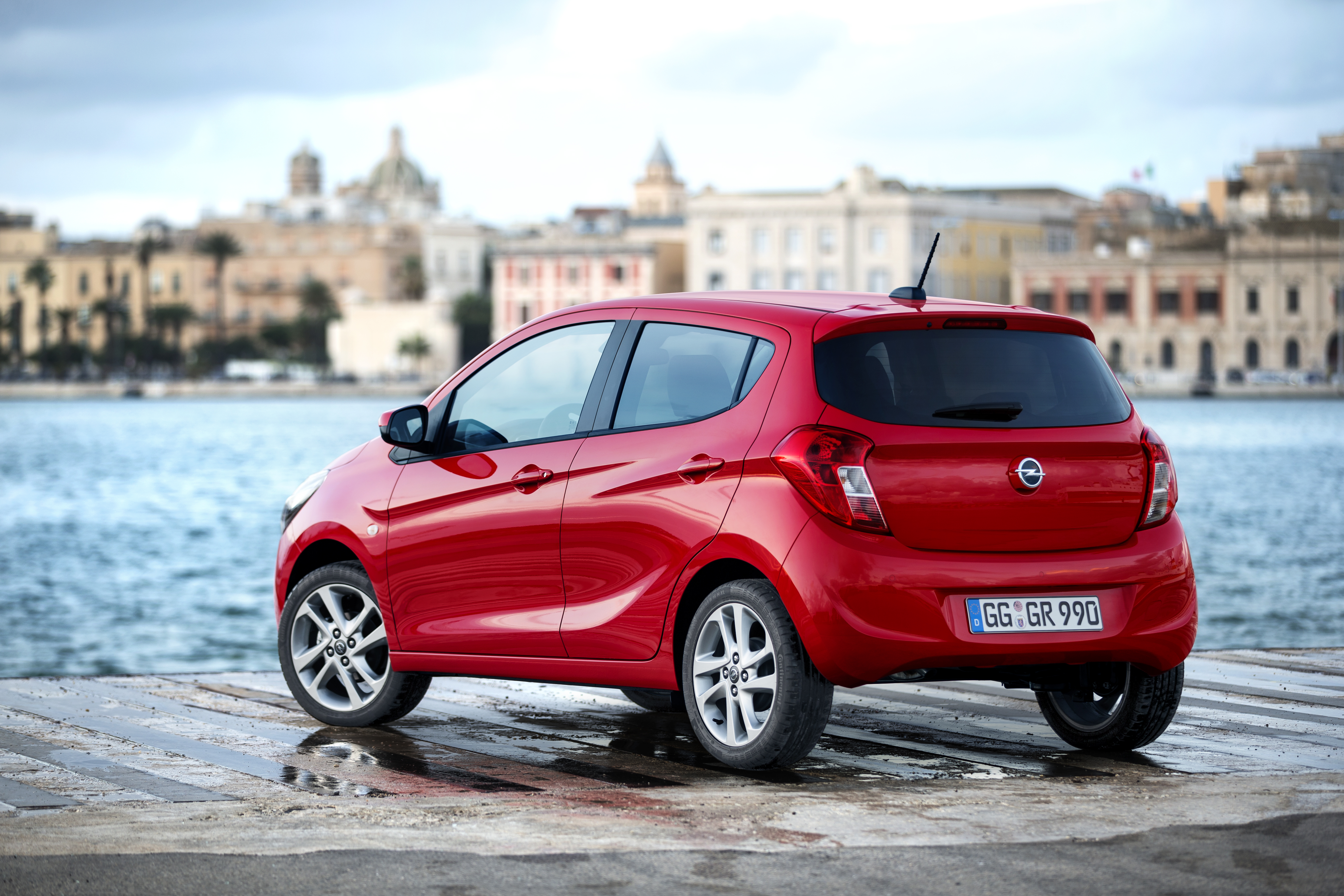
Opel Karl bakifrån